# Flaga Filipin

Konstrukcja flagi

Flaga Filipin – uchwalona 19 maja 1898 roku, a jej odcienie zostały zmodyfikowane 16 września 1997 roku. Jest proporcji 1:2.

## Symbolika
Słońce (wolność) ma osiem promieni – symbolizuje osiem prowincji, w których rozpoczęło się powstanie przeciw Hiszpanom. Trzy gwiazdy oznaczają Mindanao, Luzon i Visayas – główne regiony Filipin. Biały trójkąt czeski symbolizuje pokój i czystość; czerwień odwagę i braterstwo; a błękit patriotyzm.
W czasie wojny układ jest zmieniany, flaga jest odwracana i czerwień znajduje się na górze. Jest to jedyna flaga na świecie z tak radykalną zmianą podczas konfliktów zbrojnych.

## Historia flagi

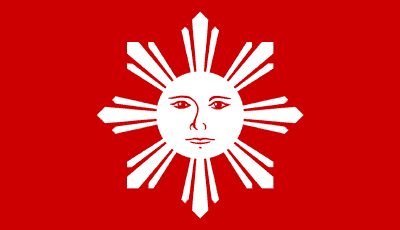
Flaga Filipin 1897–1898
Flaga Pierwszej Republiki Filipińskiej 1898–1901
Flaga Filipin 1901–1908
Flaga Filipin 1908–1919
Flaga Filipin 1919–1981
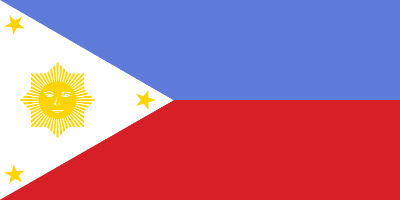
Flaga Drugiej Republiki Filipin pod okupacją japońską 1943–1944
Flaga Filipin 1981–1986
Flaga Filipin 1986–1997